# Editto imperiale di abdicazione dell'imperatore Qing

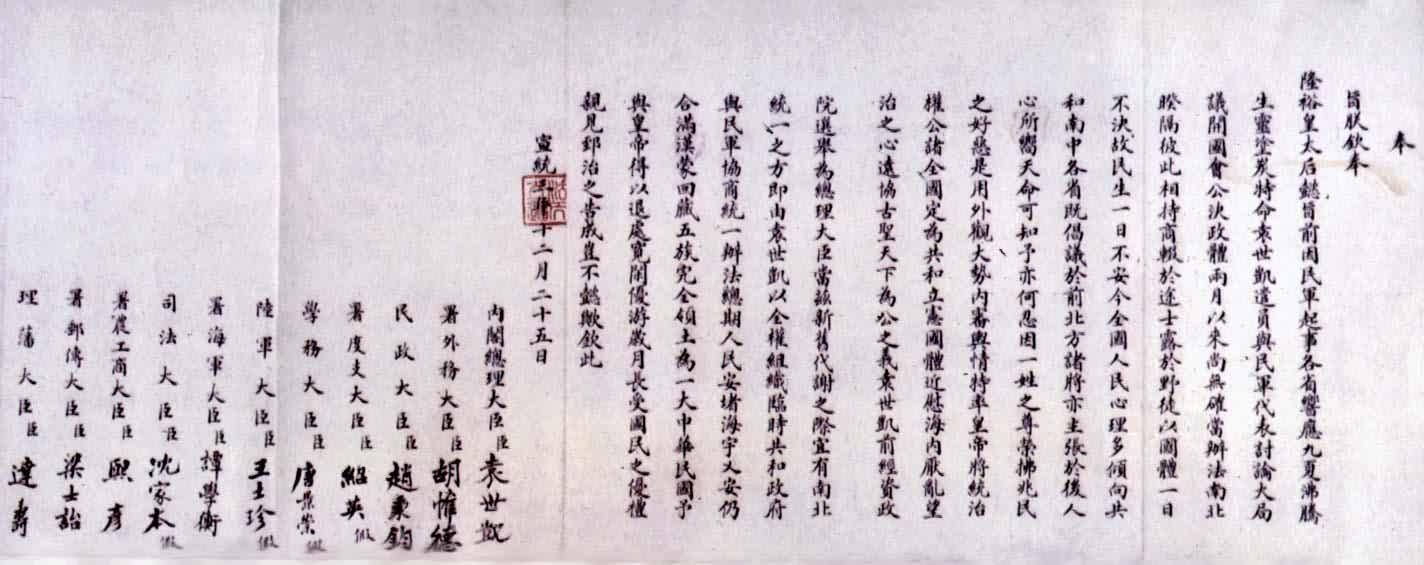
Editto imperiale di abdicazione dell'imperatore Qing.

L'editto imperiale di abdicazione dell'imperatore Qing (cinese semplificato: 宣统帝退位诏书; cinese tradizionale: 宣統帝退位詔書; pinyin: Xuāntǒng Dì Tuìwèi Zhàoshū; lett. "Editto di abdicazione dell'imperatore Xuantong") fu un decreto ufficiale emesso dall'imperatrice vedova Longyu per conto dell'imperatore Xuantong di sei anni, l'ultimo imperatore della dinastia Qing della Cina, il 12 febbraio 1912, come risposta alla Rivoluzione Xinhai. La rivoluzione portò all'autodichiarata indipendenza di 13 province cinesi meridionali e alla successiva negoziazione di pace tra il resto della Cina Qing e la collettività delle province meridionali.
L'emanazione dell'editto Imperiale segnò la fine del dominio durato oltre 200 anni della dinastia Qing, e dell'era del dominio imperiale cinese, che durò 2.132 anni. Inoltre, l'editto Imperiale stabilì la Repubblica di Cina come unico stato successore della dinastia Qing e fornì la base giuridica alla Repubblica di Cina per ereditare tutti i territori Qing, tra cui la Cina vera e propria, la Manciuria, la Mongolia, lo Xinjiang e il Tibet.

## Contesto storico
La dinastia Qing fu proclamata dai Manciù nel 1636. Nella storiografia cinese, la dinastia Qing portò il Mandato del cielo dopo essere succeduta alla dinastia Ming nel 1644. Alla fine del XIX secolo, le guerre con potenze straniere portarono alla perdita di territori e stati tributari, come Hong Kong nella prima guerra dell'oppio e la Corea nella prima guerra sino-giapponese , che ridussero significativamente la fiducia del popolo cinese nell'impero, alimentando il nazionalismo cinese . Il sentimento fu rafforzato dalla fallita riforma politica, dove il desiderio di formare una monarchia costituzionale portò all'istituzione del gabinetto del principe Qing con la maggioranza facente parte della famiglia imperiale nel maggio 1911.
I rivoluzionari aiutati da milioni di cinesi d'oltremare che chiedevano una riforma del governo continuarono a lanciare campagne militari anti-Qing nella Cina meridionale, ma queste campagne furono presto soppresse dal governo. Nell'ottobre 1911, tuttavia, la rivolta di Wuchang nella Cina centrale causò echi a livello nazionale, dove 13 delle 18 province cinesi a maggioranza Han dichiararono l'indipendenza dall'impero e in seguito istituirono un governo repubblicano guidato dal leader rivoluzionario Sun Yat-sen. In risposta alla richiesta di democrazia costituzionale, il governo imperiale nominò Yuan Shikai come primo ministro, ma Yuan continuò a negoziare con i rivoluzionari che in seguito si offrirono di nominare Yuan il primo presidente della Repubblica di Cina e di fornire un trattamento preferenziale alla famiglia imperiale. Per affrontare la pressione interna, Yuan ordinò a 50 generali e alti funzionari dell'esercito Beiyang, guidati dal generale Duan Qirui, di pubblicare telegrafi che chiedevano la pace e minacciavano la famiglia imperiale. L'imperatrice vedova Longyu, per conto dell'imperatore Xuantong, emanò l'editto imperiale che trasferì il potere alla nascente Repubblica di Cina e due editti successivi.

## Conseguenze
Gli articoli di trattamento favorevole del grande imperatore Qing dopo la sua abdicazione consentirono all'imperatore Xuantong di mantenere il suo titolo imperiale e di godere di altri privilegi dopo la sua abdicazione, con conseguente esistenza di una corte nominale nella Città Proibita chiamata "Corte residua della famiglia imperiale Qing abdicata" (遜清皇室小朝廷) dal 1912 al 1924. Feng Yuxiang revocò i privilegi e abolì la corte titolare nel 1924.

## Eredità
L'editto fu raccolto per la prima volta da Zhang Chaoyong, il segretario del gabinetto, che lo salvò con due editti imperiali successivi riguardanti l'abdicazione e l'editto del 3 febbraio che autorizzava i negoziati di pace con i rivoluzionari in un unico rotolo. Dopo la morte di Zhang, il presidente della Beijing Normal University acquistò il rotolo. Dal 1975, il rotolo fa parte della collezione del Museo della Rivoluzione Cinese, ora noto come Museo nazionale della Cina.

## Editti correlati
L'imperatore Xuantong emanò tre editti di abdicazione nel corso della sua vita. I primi due furono emessi nella sua veste di imperatore Qing, incluso quello descritto in questo articolo e un altro emesso in seguito al fallimento della Restaurazione Manciù. Il terzo fu emesso dopo l'invasione sovietica della Manciuria, nella sua veste di imperatore del Manciukuò, uno stato fantoccio giapponese durante la seconda guerra mondiale.